# Завади
Зава́ди, перешкоди — у системах автоматичного керування — сигнали або дії, що викривляють корисний сигнал, який несе основну інформацію у пристроях вимірювання, телевимірювання, зв'язку, САР і САК.

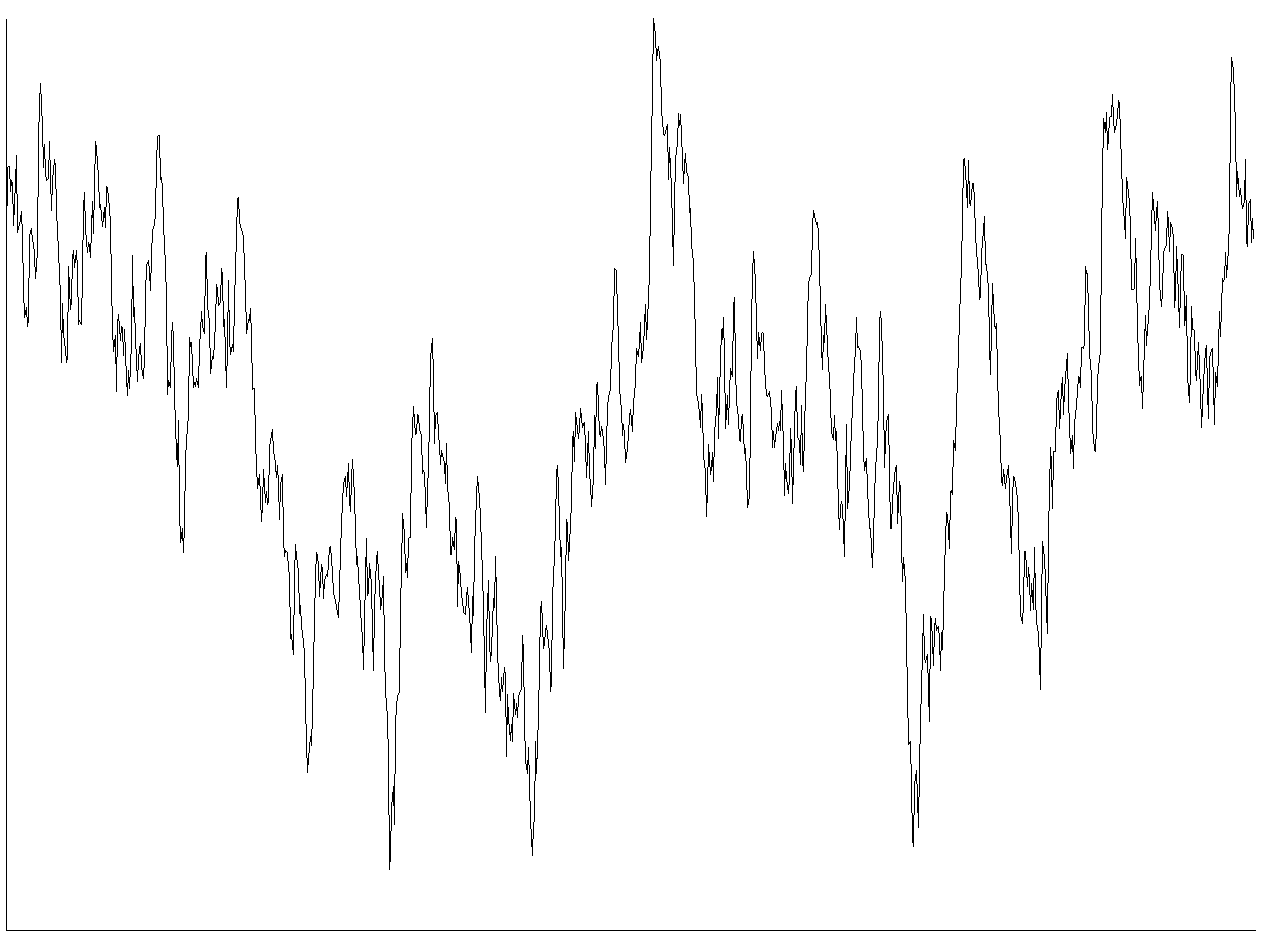
Аналоговий показ випадкових флуктуацій напруги

Вплив завади може призвести до значних помилок систем вимірювання.
Радіоперешкода, що утворюється в контурі уземлення — радіоперешкода, яка передається з одного кола в інше через спільний для них контур уземлення чи спільне коло повернення струму.

## Класифікація
За своєю природою завади можуть бути детермінованими та випадковими.
Детерміновані завади
Приклад детермінованої завади — фон від джерела живлення змінного струму. За допомогою спеціальних конструктивних заходів, вплив детермінованих завад можна усунути. Вплив детермінованих завад на результати вимірювання, вираховують як систематичну похибку.
Випадкові завади
Джерелами випадкових завади є теплові шуми, похибки, які виникають під час перетворення сигналів. Випадкові завади описуються деякою випадковою функцією. Дуже поширене представлення випадкової завади як «білого шуму». Спеціальні схеми вимірювання враховують вплив адитивної та мультиплікативної та інші завади.

## Суміжні поняття
Завадостійкість — здатність технічного засобу працювати за призначенням без погіршення робочих характеристик при дії наявних електромагнітних завад.